# Montañas Luofu
Las montañas Luofu (en chino, 山 罗浮; pinyin, luófú shān, también llamadas Dongqiao, que significa leña) son una de las cuatro montañas sagradas de China en la cordillera Dayunwu. Las otras son las Montañas Danxia, las Montañas Dinghu y las Montañas Xiqiao, situada en la orilla norte del río Dong en el noroeste de Bóluó (博罗) en la ciudad de Huizhou en la provincia de Cantón, República Popular de China, que cubre 250 kilómetros.
Entre los muchos templos en el monte. El mayor de Luofu es el Wa Sau Toi, que está vinculado tanto al Dragón y Bak Mei ambos estilos del Kung Fu.
Mok Gar (es uno de los cinco estilos de las artes marciales chinas) maestro Lin Yin-Tang estudió la meditación y la medicina tradicional china en el Templo de esta montaña.
Choy Fook, uno de los maestros de Choy Li Fat fundador Chan Heung, se dice que fue un monje en el monte Luofu.
Hace 8 millones de años, la corteza terrestre de esta zona de fallas fue creando un enorme cuerpo de granito que se aprieta y se rasga. Después de millones de años la erosión por el viento y la lluvia la montaña que vemos hoy llena de picos llegó a ser.